# Pillichsdorf

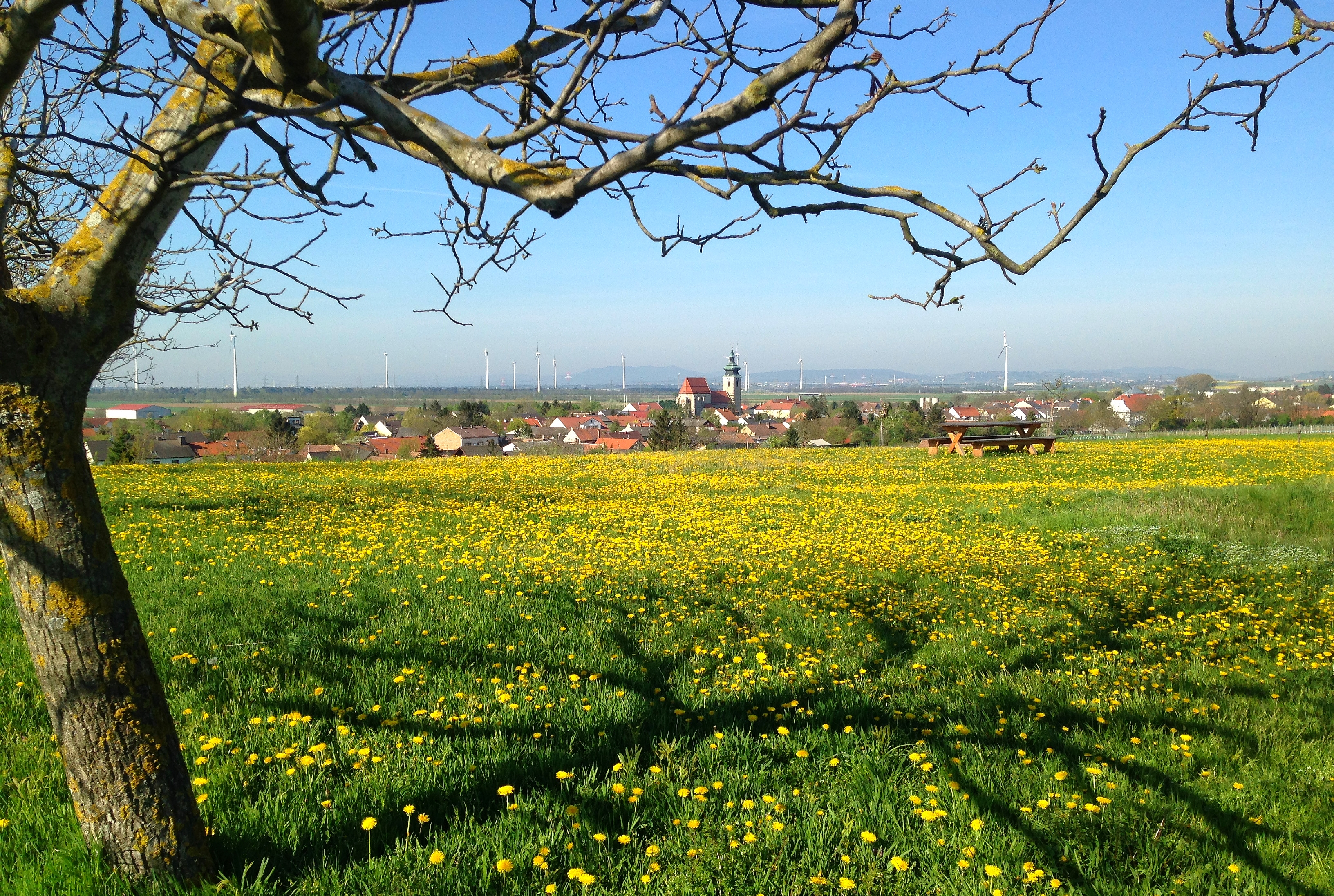
pohled na Pillichsdorf od severu

Pillichsdorf je městys v okrese Mistelbachu v Dolních Rakousích. Žije zde přibližně 1 200 obyvatel.

## Geografie
Pillichsdorf leží na severním okraji Moravského pole ve Weinviertelu (Vinné čtvrti) v Dolních Rakousích na potoku Rußbach. Plocha území městyse činí 14,32 kilometrů čtverečních, 7,97 % plochy je zalesněno.
Pillichsdorf se stává z katastrálních území Pillichsdorf a Reuhof.

### Sousední obce
- Na severu a západě je Wolkersdorf
- Na východě je Großengersdorf
- Na jihu je Deutsch Wagram
- Na jihozápadě je Gerasdorf bei Wien

## Historie

### Seznam obecních rychtářů
- 1590 Prügl Georg
- 1640/43 Grueber Georg
- 1656 Plathner Wolf
- 1661 Leiss Gabriel
- 1692 Schmidt Mathias
- 1695 Wunderlich Karl
- 1696 Wallner Leopold
- 1699 Poltzer Thomas
- 1727 Stöger Martin
- 1742 Eysenbeiß Jakob
- 1768 Wallner Andre
- 1769/79 Markh Johann
- 1787 Rathmayer Christian
- 1800 Platt Leopold
- 1803 Ott Martin
- 1806 Ruß Georg Johann
- 1829/30 Amon Leopold
- 1833 Idinger Franz
- 1843/46 Fürhacker Johann

### Seznam starostů
- 1848 Schaub Josef
- 1859 Schaub Lorenz
- 1862 Wolfshuber Martin
- 1870 Gössinger Wolfgang
- 1875 Amon Johann
- 1876 Gössinger Wolfgang
- 1877 Finsterböck Martin
- 1880 Fürhacker Johann
- 1883 Schmid Kaspar
- 1886 Brückl Joseph
- 1892 Leuthner Michael
- 1895 Helmer Jakob
- 1896 Brückl Joseph
- 1900 Veigl Johann
- 1905 Helmer Jakob
- 1906 Leuthner Johann
- 1919 Gössinger Josef
- 1930 Gössinger Wolfgang
- 1938 Gössinger Josef
- 1939 Hubik Benedikt
- 1945 Deutner Ernest
- 1955 Jogl Johann
- 1965 Pfaffl Franz
- 1980 Kaudela Rudolf
- 2002 Gössinger Wolfgang

Z vlastivědné knihy o Pillichsdorfu od profesora Rudolfa Hösche 1987.

## Politika
Starostou městyse je Wolfgang Gössinger, vedoucím kanceláře pan Alois Hiesel.
V obecním zastupitelstvu městyse je 19 křesel a po volbách jsou rozděleny tyto mandáty: (ÖVP) 12, (SPÖ) 4, (Nezávislí) 3.

## Obyvatelstvo

### Vývoj počtu obyvatel
V roce 1971 zde žilo 1089 obyvatel, 1981 1089, 1991 měl městys 1119 obyvatel, při sčítání lidu v roce 2001 zde bylo 1119 obyvatel a ke dni 1. dubna 2009 zde žije 1133 obyvatel.

### Osobnosti
- Sieghard VII. se oženil s Pilihildou von Andechs († 23. října 1075). Podle ní byla obec pojmenována. (Pilehiltdorf lt. listina kláštera St. Pölten z 20. března 1161).
- Albert Schönhofer († 7. července 1493) od 1458 do 2. ledna 1465 byl farářem v Pillichsdorfu. Byl 28. světícím biskupem v Pasově (v Německu).
- Maximilian Joseph Gottfried von Sommerau Beeckh (* 21. prosince 1769, Vídeň - † 31. března 1853, Olomouc) byl kaplanem v Pillichsdorfu a arcibiskupem v Olomouci.

## Hospodářství a infrastruktura
Nezemědělských pracovišť bylo v obci v roce 2001 33, zemědělských a lesních pracovišť v roce 1999 bylo 76. Počet výdělečně činných obyvatel v místě bydliště v roce 2001 je 500, to jest 45,93 %.